# Alexey Vasilyevich Gordeyev
Alexey Vasilyevich Gordeyev (tiếng Nga: Алексей Васильевич Гордеев; sinh ngày 28 tháng 2 năm 1955) là chính khách người Nga. Trước đây, ông từng giữ nhiều chức vụ quan trọng như Phó Thủ tướng Nga nhiệm kỳ 2000-2004 và 2018-2020, Bộ trưởng Bộ Nông nghiệp nhiệm kỳ 1999-2009, thống đốc tỉnh Voronez nhiệm kỳ 2009-2017. Hiện tại, ông đang giữ chức vụ làm phó chủ tịch Duma Quốc gia kể từ ngày 13 tháng 2 năm 2020.
Năm 2022, chính phủ Anh đã áp đặt các biện pháp trừng phạt lên nghị sĩ Alexey Gordeyev vì lý do ủng hộ Nga xâm lược Ukraina.